# NGC 6263
NGC 6263 (другие обозначения — UGC 10618, MCG 5-40-8, ZWG 169.14, NPM1G +27.0546, PGC 59292) — эллиптическая галактика (E) в созвездии Геркулес.
Этот объект входит в число перечисленных в оригинальной редакции «Нового общего каталога».